# كيوكو هاماغوتشي
كيوكو هاماغوتشي (باليابانية: 浜口 京子) (من مواليد 11 يناير 1978) هي مصارعة من اليابان.
شاركت في دورة الألعاب الآسيوية 2006 في الدوحة بقطر.

## روابط خارجية
- كيوكو هاماغوتشي على موقع قاعدة بيانات المصارعة الدولية (الإنجليزية)
- كيوكو هاماغوتشي على موقع اللجنة الأولمبية الدولية (الإنجليزية)
- كيوكو هاماغوتشي على موقع أوليمبيديا (الإنجليزية)